# Dick Cheney
Richard Bruce Cheney, detto Dick ([ˈtʃiːni] o [ˈtʃeɪni]; Lincoln, 30 gennaio 1941), è un politico statunitense, 46º vicepresidente degli Stati Uniti d'America dal 2001 al 2009 sotto la presidenza di George W. Bush. Membro del Partito Repubblicano, in precedenza Cheney ha ricoperto numerosi incarichi politici, come quello di 17º Segretario della Difesa degli Stati Uniti d'America dal 1989 al 1993 nell'amministrazione Bush Sr., di membro della Camera dei Rappresentanti per il distretto at-large del Wyoming dal 1979 al 1989, e infine quello di 7º Capo di gabinetto della Casa Bianca dal 1975 al 1977 nell'amministrazione Ford.

## Biografia

### Gioventù e famiglia
Nato in una famiglia benestante, Cheney incominciò a occuparsi di politica quando si dichiarò favorevole alla guerra del Vietnam. Non presta servizio militare, prima perché studente della facoltà di scienze politiche (materia che ha anche insegnato prima di dedicarsi esclusivamente alla politica) e poi perché coniugato con prole.

### Carriera politica
Laureatosi nell'Università del Wyoming nel 1965, ha incominciato la sua carriera pubblica nel 1969, entrando nel governo guidato da Richard Nixon, nel quale avrà varie responsabilità. Nello stesso anno completa la sua istruzione ottenendo un master. Quando Gerald Ford diviene Presidente nell'agosto del 1974, Cheney entra nella sua équipe e successivamente viene nominato Assistente aggiunto del Presidente. Nel novembre del 1975 è nominato Assistente del Presidente e Capo di gabinetto della Casa Bianca (il più giovane politico ad avere tale incarico), carica che mantiene fino alla fine della Presidenza di Ford.
Tornato in Wyoming, nel 1977, viene eletto alla Camera. Viene rieletto per cinque volte per poi, dal 1989, cominciare la sua scalata nel Partito Repubblicano. Dal marzo del 1989 al gennaio del 1993 è segretario alla Difesa nell'amministrazione di George Bush padre. In questa veste gestisce due delle più importanti operazioni militari della storia recente degli Stati Uniti, Just Cause a Panama e Desert Storm in Iraq, guadagnandosi la fama di "falco".
Durante la presidenza di Bill Clinton, conseguente a una forte avanzata del Partito Democratico, la stella di Cheney sembra tramontare non solo a livello nazionale ma anche all'interno del suo stesso partito: molti esponenti repubblicani lo giudicano infatti troppo conservatore per assumere delicati incarichi governativi. In questo periodo Dick Cheney si ritira temporaneamente dalla politica e per cinque anni, a partire dal 1995, è presidente e amministratore delegato della grande azienda petrolifera ed edilizia Halliburton.

### Vicepresidente degli Stati Uniti
Tuttavia nel 2000, con una mossa che spiazza la maggior parte dei politologi americani, George W. Bush lo sceglie come proprio vicepresidente nella corsa verso la Casa Bianca. Il 20 gennaio 2001 diventa il 46º vicepresidente degli Stati Uniti. Il 29 giugno 2002, con Bush impegnato in una colonscopia, Cheney assume temporaneamente le funzioni di presidente grazie al 25º emendamento.

#### 11 settembre 2001
Dopo gli attentati dell'11 settembre 2001, Cheney assume direttamente la gestione della crisi in atto. Rimane fisicamente distante dal presidente Bush per motivi di sicurezza, alloggiando per un breve periodo in una serie di località segrete.

#### La guerra in Iraq

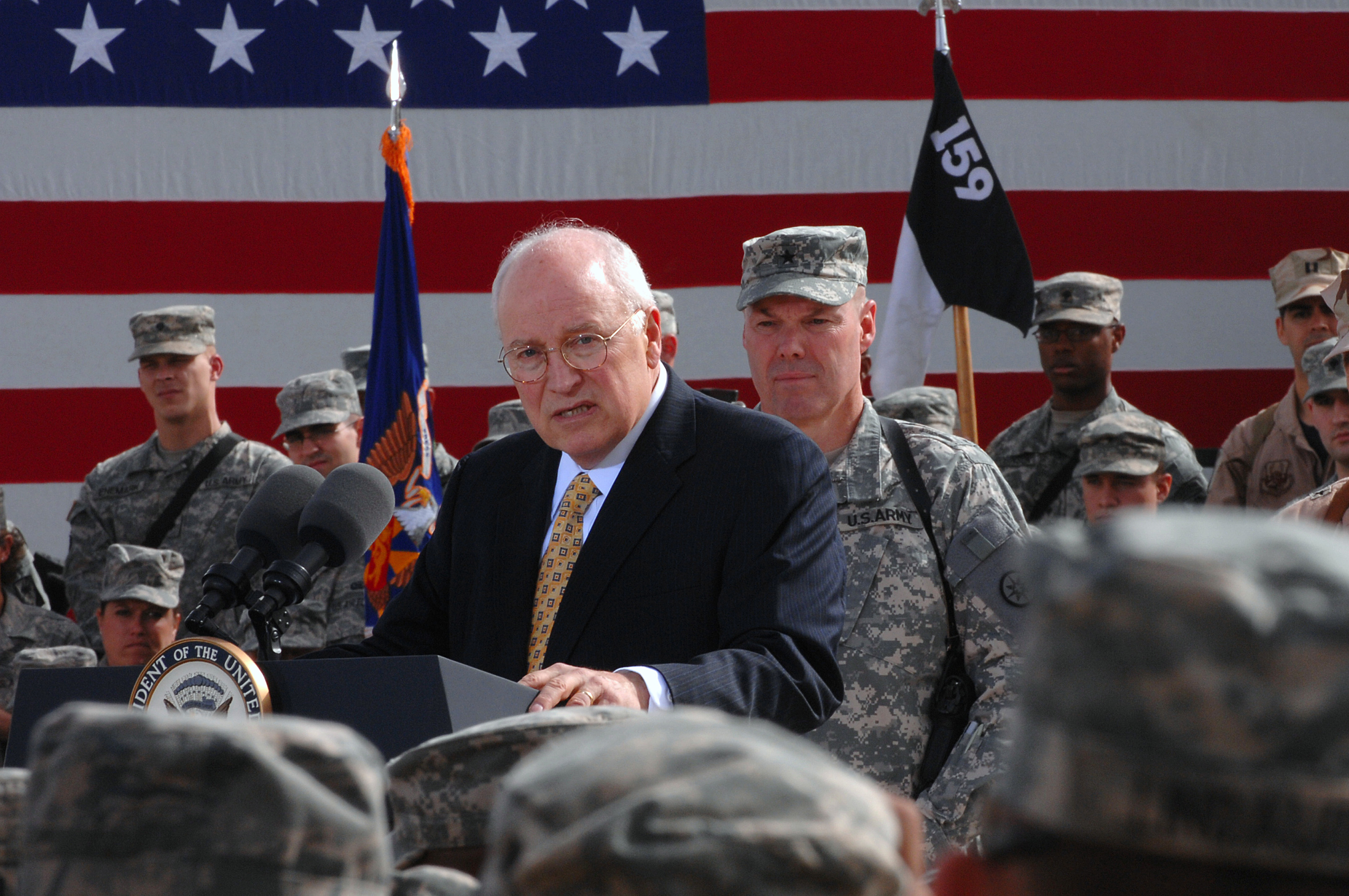
Cheney parla alle truppe statunitensi in Iraq nel 2008

Esponente di spicco dell'ala neocon del Partito Repubblicano, già nel 1997 Cheney aveva fondato, con altri esponenti della destra ultraconservatrice statunitense, il Project for a New American Century, il cui ruolo è stato determinante nella decisione di dichiarare guerra all'Iraq.
Famoso per la sua dottrina dell'un per cento (che recita: «se esiste un per cento di probabilità che qualcosa costituisca una minaccia, gli Stati Uniti sono tenuti a reagire come se la minaccia fosse certa al cento per cento»), giustificando con ciò l'invasione dell'Iraq, è tra i più accesi sostenitori della seconda guerra del Golfo del 2003, dietro la falsa accusa di possesso di armi di distruzione di massa da parte del regime iracheno.
Nel novembre del 2006 si è dichiarato favorevole alla condanna a morte inflitta all'ex-presidente iracheno Saddam Hussein.

#### Legami con la Halliburton
In merito alle sue posizioni sulla guerra in Iraq, è stato molto criticato dai democratici nell'area del complesso militare-industriale perché avrebbe favorito la Halliburton, sua ex azienda, nell'aggiudicarsi grandi contratti per le forniture alle forze armate in Iraq.

#### Secondo mandato
Confermato da Bush al termine della Convention repubblicana del 2004, nel 2005 incomincia il suo secondo mandato come vicepresidente. Nel 2006, insieme alla moglie, dona in beneficenza 6,9 milioni di dollari, il 77% dei guadagni della coppia, nonostante il fatto che la legge solitamente preveda che si possa donare al massimo il 50 per cento del proprio reddito; tali limiti però erano stati tolti per raccogliere fondi per i danni inflitti dall'uragano Katrina.

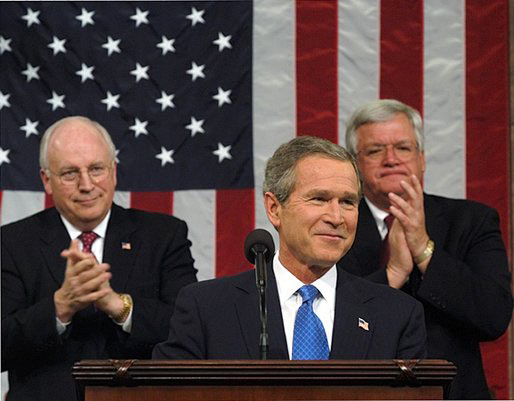
Dick Cheney (a sinistra) con il Presidente George W. Bush nel 2003

Il 21 luglio 2007 ha assunto temporaneamente i poteri di presidente per poco più di due ore, poiché George W. Bush, sottoposto a colonscopia per controllare l'evoluzione di un problema di salute, non poteva in quel momento svolgere le sue funzioni.

#### Il fallito attentato del 2007
Il 27 febbraio 2007, alle 10 del mattino, un attentatore kamikaze ha ucciso 23 persone e ne ha ferite più di 20 all'esterno dell'aeroporto di Bagram in Afghanistan, durante una visita ufficiale di Cheney in una base militare a pochi chilometri di distanza. L'attacco è stato rivendicato dai talebani, che hanno dichiarato Cheney quale bersaglio designato della fallita operazione, che sarebbe stata organizzata dallo stesso Osama bin Laden.

#### Richiesta diimpeachment
Il 6 novembre 2007 il deputato Dennis Kucinich ha presentato al Congresso degli Stati Uniti una risoluzione (n. 799, riproposizione di una precedente risoluzione, n. 333) per l'impeachment di Cheney. I motivi di tale risoluzione sono relativi alla manipolazione delle informazioni da parte dei servizi d'intelligence per stabilire un legame tra Iraq e al Qaida e giustificare in tal modo la successiva guerra. La mozione ha trovato nel tempo l'appoggio solo di altri ventisei deputati, decadendo con lo spirare della carica nel gennaio del 2009.

### Dopo la vicepresidenza
Nel luglio 2009, al termine di un'inchiesta interna in proposito, l'ex direttore della CIA Leon Panetta ha rivelato ufficialmente l'esistenza di un "programma contro il terrorismo" semi-clandestino, consistito in un ordine di Cheney per tenere nascoste - al Congresso e in generale agli organi parlamentari di controllo sui "servizi" - alcune controverse modalità della cosiddetta guerra al terrorismo (extraordinary rendition, waterboarding, talune misure di sicurezza a Guantanamo e così via).
Il 7 maggio 2016, di fronte all'inarrestabile avanzata alle primarie repubblicane, ha deciso di sostenere ufficialmente il miliardario Donald Trump. In quanto ex vicepresidente, si tratta di uno dei più importanti esponenti del Partito Repubblicano ad appoggiare direttamente la nomina di Trump dopo il netto rifiuto dei due ex presidenti Bush e dei nominati repubblicani nel 2008 e 2012, McCain e Romney, ad appoggiarlo. Tuttavia non ha preso parte alla Convention Repubblicana del 2016.
Il 6 settembre 2024, in vista delle elezioni presidenziali del 5 novembre, nonostante la sua fede repubblicana, ha dichiarato di sostenere la candidata democratica Kamala Harris, in quanto il candidato repubblicano Donald Trump sarebbe, dal suo punto di vista, un pericolo per la democrazia. 

### Salute
Dick Cheney ha subito quattro infarti (il primo a 37 anni), che l'hanno costretto a sottoporsi a un delicato intervento chirurgico. La precaria salute del suo cuore diventa oggetto di scherno nel videoclip di Work it out dei Jurassic 5, in cui si vede un sosia di Cheney avere un collasso e un arresto cardiocircolatorio dopo un'intera giornata passata a fare jogging. Ancor prima, nel video di Without Me di Eminem, si vede un sosia di Cheney colpito da un attacco di cuore.
Proprio a causa delle sue cagionevoli condizioni, Cheney dichiarò che avrebbe abbandonato la politica nel 2009, anno in cui Bush terminò il suo secondo mandato da presidente: in un'intervista concessa alla Fox News Sunday, affermò: "Se sarò nominato [dal partito], non correrò [alla carica di presidente]; se sarò eletto, non governerò".

### Il caso Cathy O'Brien
Viene spesso citato nel libro Trance Formation of America di Cathy O'Brien quale cinico e spregiudicato violentatore. La scrittrice afferma di essere stata sottoposta alla forma di condizionamento mentale denominato progetto MKULTRA, del quale Cheney era a conoscenza, che venne usato al fine di violentare ripetutamente la O'Brien.

## Vita privata
Sposatosi nel 1964 con la ragazza amata fin dai tempi della scuola, Lynne Ann Vincent. Ha due figlie, Elizabeth e Mary. Elizabeth è anch'essa membro del Partito Repubblicano statunitense. Mary si è sposata nel 2012 con Heather Poe, sua compagna da oltre vent'anni, a Washington, dopo l'introduzione dei matrimoni gay nello Stato americano.

## Nei media
- Alla figura di Cheney è dedicato il film Vice - L'uomo nell'ombra (Vice), con regia di Adam McKay (2018), interpretato da Christian Bale.